# ヘンリー・グリフィス (ラホール大執事)
ザ・ヴェネラブル・ヘンリー・ウェイガー・グリフィス（The Ven Henry Wager Griffith、1850年7月23日 - 1932年5月3日）は、1900年から1905年にかけて、ラホールの大執事 (Archdeacon) を務めたイングランド国教会の聖職者。

## 経歴
1850年7月23日に生まれたグリフィスは、オックスフォード大学ザ・クイーンズ・カレッジに学び、1877年に聖職者按手された。牧師補 (curate) としてラムズゲートやケニントンで奉仕した。1881年にチャプレンとしてイギリス領インド帝国に赴き、アンバーラー、デリー、カラチ、ラーワルピンディー、ペシャーワル、ムリー、アムリトサルでの奉仕を経て、大執事となった。ラホールから帰国した後は、教区主管者代理 (Vicar) として、ヨークシャー州ソープ・アーチのオール・セインツ (All Saints) 教会に赴いた。グリフィスは、1932年5月3日に、81歳で死去した。